# Petrești, Satu Mare
Petresti là một xã thuộc hạt Satu Mare, România. Dân số thời điểm năm 2002 là 1687 người.